# Златко Драчић
Златко Драчић (Кутина, 17. новембар 1940) бивши је југословенски фудбалер.

## Каријера
Рођен је 17. новембра 1940. године у Загребу. Најпознатији је по томе што је играо за НК Загреб између 1957. и 1968. године. Док је играо за тај клуб, био је најбољи стрелац Прве лиге Југославије у сезони 1964/65, са 23 постигнута гола на 26 наступа у лиги.
Након што је напустио Загреб крајем шездесетих, кратко се задржао у Аргентини где је играо за Индепендијенте. Наступао је још за холандски Зволе и КСВ Зотегем у Белгији, где је завршио фудбалску каријеру.
За А репрезентацију Југославије одиграо је једну утакмицу, 4. септембра 1965. против Совјетског Савеза у Москви, када је ушао у игру као замена Милану Галићу.
Од 1983. до 1986. године био је потпредседник НК Загреба, а од 1989. до 1999. године директор клуба. Драчић је један од ретких професионалних фудбалера који је успео да дипломира на Економском факултету.

## Успеси
- Индивидуални
  - Најбољи стрелац Првенства Југославије: 1964/65.